# 시에라리온의 국장
시에라리온의 국장은 1960년에 제정되었다.
국장 가운데에 그려져 있는 방패 가운데에는 초록색 톱니 바탕에 금색 사자가 그려져 있는데, 이는 시에라리온이라는 국명의 유래가 된 사자의 산을 의미한다.
방패 상단에는 하얀색 톱니 바탕에 세 개의 횃불이 그려져 있으며, 방패 하단에는 하얀색과 파란색 두 가지 색의 물결무늬가 그려져 있다.
세 개의 횃불은 평화와 존엄을, 물결무늬는 바다를 의미한다.
초록색, 하얀색, 파란색은 시에라리온의 국기를 구성하는 색이다.
방패 양쪽에는 두 그루의 야자나무와 두 마리의 사자가 그려져 있다.
국장 아래쪽에 있는 리본에는 시에라리온의 나라 표어인 "통일, 자유, 정의" ("Unity, Freedom, Justice") 라는 문구가 영어로 적혀있다.